# Yes, And?
〈Yes, And?〉는 미국의 가수 아리아나 그란데가 녹음한 노래이다. 2024년 1월 12일 리퍼블릭 레코드를 통해 그녀의 일곱 번째 정규 앨범 《Eternal Sunshine》의 리드 싱글로 발매되었다. 그란데, 맥스 마틴, 일리야 살만자데가 작곡 및 프로듀싱을 맡았다. 이 곡은 하우스, 팝, 댄스 장르에 볼룸 요소가 가미된 트랙으로, 가사는 자기 확신과 자기 보호, 부정적인 상황을 극복하는 내용을 담고 있으며, 2020년부터 2023년까지 그란데가 받아온 여러 부정적인 보도에 대한 반응을 포함하고 있다.
음악 평론가들은 이 곡의 프로덕션을 호평했으며, 1990년 마돈나의 싱글 〈Vogue〉에서 받은 영감을 언급했다. 미국에서 〈Yes, And?〉는 빌보드 핫 100 차트에 1위로 데뷔하여 그란데의 여섯 번째 1위 데뷔곡이자 통산 여덟 번째 1위 싱글이 되었으며, 그녀의 21번째 톱 10 진입곡이 되었다. 또한 빌보드 글로벌 200 차트에서 그녀의 세 번째 1위 싱글을 기록했다. 이 밖에도 10개국에서 1위를 차지했으며, 28개국에서 톱 10에 진입했다.  
싱글과 동시에 공개된 〈Yes, And?〉의 뮤직비디오는 크리스티안 브레스라우어가 감독을 맡았다. 이 영상은 폴라 압둘의 1989년 곡 〈Cold Hearted〉의 뮤직비디오에서 영감을 받아 제작되었으며, 곡에 부정적인 반응을 보이던 비평가들을 설득해 나가는 그란데의 퍼포먼스를 담고 있다. 
2024년 2월 16일, 미국의 싱어송라이터 머라이어 캐리가 참여한 〈Yes, And?〉의 리믹스 버전이 발매되었다. 이 곡은 제67회 그래미 어워드에서 최우수 댄스 팝 레코딩 부문 후보에 올랐다.